# Рихувко
Рихувко (пол. Rychówko) — село в Польщі, у гміні Білоґард Білоґардського повіту Західнопоморського воєводства.
Населення — 198 осіб (2011).
У 1975-1998 роках село належало до Кошалінського воєводства.

## Демографія
Демографічна структура станом на 31 березня 2011 року:
|          | Загалом | Допрацездатний вік | Працездатний вік | Постпрацездатний вік |
| -------- | ------- | ------------------ | ---------------- | -------------------- |
| Чоловіки | 100     | 25                 | 66               | 9                    |
| Жінки    | 98      | 29                 | 58               | 11                   |
| Разом    | 198     | 54                 | 124              | 20                   |